# Olá Portugal
Olá Portugal foi um talk-show matinal apresentado por Manuel Luís Goucha, transmitido na TVI entre 9 de Setembro de 2002 e Julho de 2004, que veio substituir o anterior talk-show matinal As Manhãs da TVI. O programa era apresentado entre as 10:00 e as 13:00, no entanto, no Verão de 2004 mudou de horário passando a ser exibido durante a tarde, para tentar fazer face às fracas audiências demonstradas pelo programa antecessor da tarde A Vida é Bela. No entanto o programa não foi bem-sucedido, apesar das remodelações feitas na rentreé televisiva (Setembro) de 2003, e foi substituído, no verão de 2004, pelo Você na TV!, conduzido por Cristina Ferreira e Manuel Luís Goucha.